# André Previn
André George Previn (nato Andreas Ludwig Priwin; Berlino, 6 aprile 1929 – Manhattan, 28 febbraio 2019) è stato un pianista, direttore d'orchestra e compositore tedesco naturalizzato statunitense, autore di colonne sonore cinematografiche e di musical.

## Biografia
Nasce da una famiglia tedesca di origine ebraica russa. Nel 1939 fugge con la famiglia dalla Germania a causa degli eventi bellici e attraverso la presenza a Hollywood di Charles Previn, cugino di secondo grado del padre, si rifugia a Los Angeles dove frequenta la Beverly Hills High School. A partire dal 1948 diventa famoso arrangiando e componendo colonne sonore per i film hollywoodiani. Nei primi anni Cinquanta è attivo come pianista jazz, lavorando, fra gli altri, con Benny Carter, Ella Fitzgerald, Red Callender, Shelly Manne e Julie Andrews. 
Vista la notorietà che acquisisce in questo periodo (vincendo quattro premi Oscar per la miglior colonna sonora fra il 1959 e il 1964) diventa direttore stabile dell'Orchestra sinfonica di Houston (1967/1969). Nel 1968, viene chiamato a dirigere la London Symphony Orchestra, incarico che manterrà fino al 1979. Dal 1976 al 1984 Previn è alla guida della Pittsburgh Symphony Orchestra. Nel 1970 dirige la London Symphony Orchestra nella colonna sonora del film L'altra faccia dell'amore.
A Pittsburgh dirige all'Università Carnegie Mellon le prime esecuzioni assolute di Leonardo Balada nel 1978 di "Three Anedoctes" e nel 1982 di "Sardana", nella Heinz Hall nel 1982 la prima esecuzione assoluta di "The Mountain" di William Thomas McKinley e nel 1984 la première di "Ulysses' Bow" di John Harbison e nella Carnegie Hall nel 1984 la prima esecuzione assoluta del Concerto per viola e orchestra di Miklós Rózsa con Pinchas Zukerman e nel 1985 la première di "An American Oratorio" di Ned Rorem.
Dopo queste orchestre, ritorna nella sua città d'adozione dirigendo dal 1985 al 1989 la Los Angeles Philharmonic Orchestra, terminando rovinosamente la sua collaborazione con tale orchestra a causa dei dissidi con Esa-Pekka Salonen, allora direttore ospite, che lo sostituirà dal 1992 sino al 2009. Dal 1985 dirige la Royal Philharmonic Orchestra fino al 1992. Nei primi anni Ottanta riduce la sua attività direttoriale e registra diversi dischi jazz per pianoforte solo e in duo (dedicati anche a George Gershwin e Cole Porter).
Negli ultimi anni si è concentrato nella scrittura di musica prettamente classica: ha scritto due opere liriche ("A Streetcar Named Desire" del 1997 andata in scena in prima assoluta al San Francisco Opera nel 1998 diretta dal compositore con Renée Fleming come Blanche DuBois e "Brief Encounter" del 2009), musica da camera (sonata per violoncello nel 1993, Vineyard nel 1994, Tango song and dance nel 1998 e String quartet nel 2003), musica vocale, per strumento solo e per orchestra (concerto per violoncello nel 1960, concerto per pianoforte nel 1985, Honey and rue nel 1992, Diversions nel 1999 e concerto per violino nel 2001).
Nel 1998 ha ricevuto il Premio Kennedy. Dal 2002 al 2006 è stato direttore dell'Orchestra Filarmonica di Oslo. Nel 2005 ha vinto il Glenn Gould Prize. Nel 2010 ha vinto il Grammy Award alla carriera.
Ha pubblicato due scritti autobiografici, Music face to face nel 1971 e No minor chords: my days in Hollywood nel 1991.
È morto il 28 febbraio 2019 all'età di 89 anni.

## Vita privata
Si è sposato cinque volte: con Betty Bennett dal 1952 al 1957; con Dory Langan dal 1959 al 1970; con Mia Farrow dal 1970 al 1979 da lei ebbe: due gemelli, Matthew e Sascha, il 26 febbraio 1970; ebbero un altro figlio, Fletcher, nato il 14 marzo 1974. Con Farrow, Previn adottò due bambine di origini vietnamite, Lark (nata il 15 febbraio 1973) e Summer (nata il 6 ottobre 1974), e la piccola sudcoreana Soon-Yi, affetta da problemi di apprendimento e linguaggio in seguito a un'infanzia traumatica (la cui data di nascita era sconosciuta e venne stimata l'8 ottobre 1970). Lark morì il 25 dicembre 2008 per le complicazioni di una polmonite. Mia Farrow disse, in seguito, che Lark morì «a 35 anni a causa di complicazioni dell’HIV/AIDS, che ha contratto da un partner precedente».; con Heather Mary Hales dal 1982 al 1999; con Anne-Sophie Mutter dal 2002 al 2006. È entrato nel mondo della cronaca rosa soprattutto per le sue liaison con Mia Farrow e Anne-Sophie Mutter (per la quale ha scritto un concerto per violino e orchestra).

## Premi Oscar miglior colonna sonora

### Vittorie
- Gigi (1959) e Grammy Award for Best Sound Track Album or Recording of Original Cast From a Motion Picture or Television
- Porgy and Bess (1960) e Grammy Award for Best Sound Track Album or Recording of Original Cast From a Motion Picture or Television con Ken Darby
- Irma la dolce (1964)
- My Fair Lady (1965)

### Candidature
- Tre piccole parole (1951)
- Baciami Kate! (1954)
- È sempre bel tempo (1956)
- Il figlio di Giuda (1961)
- Susanna agenzia squillo (Bells Are Ringing) (1961)
- Millie (1968)

## Premi Oscar miglior canzone

### Nomination
- Pepe (1961)
- La ragazza del quartiere (1963)

## Discografia parziale
- Shaham · Previn, American Scenes (Copland, Previn, Gershwin e Barber) - 1998 Deutsche Grammophon - Grammy Award for Best Chamber Music Performance 1999
- Barber: Violin Concerto - Korngold: Violin Concerto, Much Ado About Nothing - André Previn/Gil Shaham/London Symphony Orchestra, 1994 Deutsche Grammophon
- Previn And Pals, West Side Story - 1960 Contemporary Records - Grammy Award for Best Jazz Instrumental Album 1961
- Previn Plays Songs By Harold Arlen - Contemporary Records/Ojc - Grammy Award for Best Jazz Instrumental Album 1962
- Previn: Violin Concerto, Bernstein: Serenade - Mutter/Boston Symphony Orchestra/London Symphony Orchestra, 2003 Deutsche Grammophon - Miglior interpretazione solista di musica classica con orchestra (Grammy) 2005
- Elgar Walton, Cello Concertos - Yo-Yo Ma/London Symphony Orchestra/Previn, 1985 CBS Masterworks/Sony – Miglior interpretazione solista di musica classica con orchestra (Grammy) 1986
- Battle Sings Mozart - Previn/Battle/Royal Philharmonic Orchestra, 1986 EMI - Grammy Award for Best Classical Vocal Solo 1987
- Chopin, Conc. pf. n. 1-2 - Pires/Previn/RPO/Krivine/Chamber Orchestra of Europe, 1992/1997 Deutsche Grammophon
- Chopin, Conc. pf. n. 2/Preludi n. 1-24 - Pires/Previn/RPO, 1992 Deutsche Grammophon
- Ciaikovsky Sibelius, Conc. vl. - Chung/Previn/LSO, 1970 Decca
- Tchaikovsky, Sleeping Beauty - André Previn/London Symphony Orchestra, 1974 EMI
- Tchaikovsky, Swan Lake - André Previn/London Symphony Orchestra, 1976 EMI
- Tchaikovsky, The Nutcracker - André Previn, 2012 EMI
- Tchaikovsky, Korngold: Violin Concertos - Anne-Sophie Mutter/Wiener Philharmoniker/London Symphony Orchestra/André Previn, 2004 Deutsche Grammophon
- Elgar: The Symphonies - The Pomp & Circumstance Marches - Cockaigne - André Previn/London Symphony Orchestra/Royal Philharmonic Orchestra, 1996 Philips
- Gershwin, Composizioni celebri - Bernstein/Ozawa/Previn/Levine, Deutsche Grammophon
- Gershwin, Rapsodia/Americano/Conc. pf. - Previn/Pittsburgh SO, 1984 Decca
- Holst, The Planets - André Previn/Brighton Festival Chorus/Royal Philharmonic Orchestra, 1986 Telarc
- Korngold, The Sea Hawk/Elizabeth and Essex/Captain Blood/The Prince and the Pauper - Previn/London Symphony Orchestra, 2002 Deutsche Grammophon - Grammy Award for Best Classical Crossover Album 2003
- Mendelssohn: Violin Concerto Op. 64, Piano Trio Op. 49 & Violin Sonata In F Major - Anne-Sophie Mutter/André Previn/Gewandhausorchester Leipzig, 2008 Deutsche Grammophon
- Mozart: Piano Trios K. 548, 542 & 502 - André Previn/Anne-Sophie Mutter/Daniel Müller-Schott, 2006 Deutsche Grammophon
- Orff, Carmina burana - Previn/WP/Bonney/Lopardo/Moore, 1993 Deutsche Grammophon
- Previn, A Streetcar Named Desire - André Previn/Anthony Dean Griffey/Elizabeth Futral/Renée Fleming/Rodney Gilfry/San Francisco Opera Orchestra, 1998 Deutsche Grammophon
- Prokofiev, Romeo and Juliet - André Previn/London Symphony Orchestra, 1973 EMI
- Prokofiev, Violin Concerto No. 1 & 2 - André Previn/Gil Shaham/London Symphony Orchestra, 1996 Deutsche Grammophon
- Prokofiev, Cinderella - André Previn/London Symphony Orchestra, 2009 EMI
- Prokofiev, The Piano Concertos - André Previn/London Symphony Orchestra/Vladimir Ashkenazy, 1975 Decca
- Rachmaninov, Conc. pf. n. 1, 3 - Ashkenazy/Previn/LSO, 1972 Decca
- Rachmaninov, Conc. pf. n. 1-4 - Ashkenazy/Previn/LSO, Decca
- Rachmaninov, Conc. pf. n. 1-4/Raps. op.43/Var. Corelli/Son. pf. n. 2 - Ashkenazy/Previn/LSO, 1971/1985 Decca
- Rachmaninov, Conc. pf. n. 2, 3/Prel./Etudes - Ashkenazy/Previn, London
- Rachmaninov, Conc. pf. n. 2, 4/Raps. op. 43 - Ashkenazy/Previn/LSO, Decca
- Rachmaninov, Suites n. 1-2/Etudes-Tableaux - Ashkenazy/Previn, Decca
- Rachmaninov, The Bells - Previn/London Symphony Orchestra & Chorus, EMI - Grammy Award for Best Choral Performance 1977
- Ravel, L'Enfant et les sortilèges & Ma Mère l'Oye - André Previn/London Symphony Orchestra, 1999 Deutsche Grammophon
- Strauss, J., Pipistrello - Previn/Te Kanawa/Gruberova/Bär, 1990 Decca
- Strauss: Also Sprach Zarathrusta - Death And Transfiguration - André Previn/Wiener Philharmoniker, 1988 Telarc
- Strauss: Metamorphosen, Sonatina n.1 in F for Wind instruments - André Previn/Wiener Philharmoniker 1986 Philips 420160 2 DDD
- Bream Plays Villa-Lobos - Bream/London Symphony/Previn, 1971 RCA Red Seal – Miglior interpretazione solista di musica classica con orchestra (Grammy) 1972
- Walton, Belshazzar's Feast - Previn/London Symphony Orchestra & Chorus, EMI - Grammy Award for Best Choral Performance 1974
- Vaughan Williams, Symphony No. 2 - The Lark Ascending - André Previn/Royal Philharmonic Orchestra, 1987 Telarc
- Vaughan Williams, Symphony No. 5 in D Major - Fantasia On A Theme Of Thomas Tallis - André Previn/Royal Philharmonic Orchestra, 1989 Telarc
- Like Young, Previn & Rose - Lumi Entertainment - Grammy Award for Best Performance by an Orchestra or Instrumentalist with Orchestra 1960
- American Songs - Barbara Bonney/André Previn, 1997 Decca
- After Hours - Andre Previn with Joe Pass & Ray Brown, 1989 Telarc
- Come Rain Or Come Shine: The Harold Arlen Songbook - David Finck/Sylvia McNair/Andre Previn, 1996 Philips
- Sure Thing: The Jerome Kern Songbook Sure Thing: The Jerome Kern Songbook - Sylvia McNair/Andre Previn, 1994 Philips
- Nice Work If You Can Get It di Ella Fitzgerald, 1983
- Kiri Sidetracks: The Jazz Album - di Kiri Te Kanawa, 1991 Polygram Records
- Duet con Doris Day, 1962 Columbia

## DVD & BLU-RAY parziale
- Chopin Grieg Saint-Saëns, Conc. pf./Conc. pf. n. 2/Conc. pf. n. 2 - Rubinstein/Previn/LSO, 1975/1977 Deutsche Grammophon